# Крюковская эстакада
Крюковская эстакада (также Крюковский путепровод) — путепровод на Панфиловском проспекте в Зеленоградском административном округе Москвы. Главный путепровод, соединяющий Старый и Новый город в Зеленограде; один из ключевых элементов транспортного узла в районе станции Крюково. Проходит над Крюковской площадью, пассажирскими платформами станции Крюково Октябрьской железной дороги, Привокзальной площадью и улицей Ленина, переходящей в Новокрюковскую улицу.

## История и общая характеристика
Крюковская эстакада строилась в течение 4 лет и официально открыта в 1998 году (неофициально - в ноябре 1997 года). 
В 2023 году на эстакаде были обустроены автобусные остановки: по бокам эстакады к ней пристроены железобетонные сооружения с лестницами и площадками для пассажиров. Под эстакадой построена пешеходная эстакада для связи противоположных остановок, а южная остановка непосредственно связана с южным вестибюлем конкорса станции Зеленоград.
Несмотря на то, что эстакада почти перпендикулярна железнодорожному полотну, расположенному вровень с автомобильными дорогами с обеих сторон от эстакады, последняя имеет длину в 626 метров (сопоставимые по условиям Тверской путепровод над пассажирскими платформами Белорусского вокзала - 219 метров, Новорижский путепровод над Рижским вокзалом и Проспектом Мира - 448 метров, а похожую длину имеет, например, Крымский мост над более широкой, чем железнодорожные пути, Москвой-рекой - 688 метров). Эстакада не имеет разворотных съездов ни с одной из сторон (развороты осуществляются на светофорах).
Является одним из двух путепроводов (второй — это Старокрюковская эстакада), связывающей Старый и Новый город Зеленограда, и при этом основным — имеет три полосы в каждую сторону, в то время как Старокрюковская эстакады только две в каждую сторону.

## Общественный транспорт
Со стороны Нового города к эстакаде по обеим сторонам примыкают автобусные остановки «Крюковская эстакада», которые обслуживают автобусы маршрутов №1, 10, 15, 19, 23, 25, 32 Зеленоградского автокомбината (причём маршрут №32 - только в сторону Старого города) и автобусы от посёлка Голубое до торгового центра «Зеленопарк», а также остановки "МЦД "Зеленоград-Крюково", находящиеся непосредственно на эстакаде и обслуживающие те же маршруты. Кроме того, в летнее время по эстакаде курсирует автобус 403 (без остановки). Дорожная часть в месте расположения остановок разделена отбойниками, переход на остановке "Крюковская эстакада" с одной стороны на другую осуществляется в обход под мостом длиной 270 м, аналогичный переход на остановке "МЦД "Зеленоград-Крюково" осуществляется по пешеходному мосту в здании вокзала МЦД.